# René Retèl
René Retèl (Den Haag, 2 maart 1949) is een Nederlands acteur. Hij is een zoon van acteur Jan Retèl en actrice Elisabeth Andersen en de halfbroer van actrice Sjoera Retèl: de dochter van Jan Retèl en Sigrid Koetse.
Begin 1990 was Retèl voor het eerst te zien in de ziekenhuisserie Medisch Centrum West. Hij speelde hierin de rol van Sjaak Zijdeveld.

## Filmografie
- De kassière - Man met Lange Regenjas (1989)
- Medisch Centrum West - Sjaak Zijdeveld (Afl. De minnaar, 1990)
- Diamant - Advocaat van Doorn (1990)
- Onderweg naar Morgen - Dr. Steven Ansingh (1994-1995)
- Coverstory - Dokter Otten (1993, 1995)
- Flodder - Nare Buurman (aflevering Korte Metten, 1993), Kunstkenner (aflevering Vossejacht, 1999)
- Westenwind - Hank Doorman (1999)
- Wet & Waan - Dokter Lietaart (2001)
- Doei - Lennart (2001)
- Goede tijden, slechte tijden - Gerry de Swaan (1991) / Jeroen Spakenburg (1995) / Casper Verburg (2002)
- Lotte - Guus Oosthof (2006)
- De Scheepsjongens van Bontekoe - Predikant (2007)
- Het Huis Anubis - Piere Marrant oom van Fabian. (2006, 2007-2009)
- Flikken Maastricht - Clemens van Brinkhorst (aflevering 'Huis en haard' 2010)
- 10 voor 12 - Remco (2012)
- De Spa - Notaris Kruiswijk (2017)
- Het jaar van Fortuyn - Ferry Hoogendijk (2022)
- Een moord kost meer levens - Psycholoog Van Nunen (2023)